# Клыпино (Вологодская область)
Клыпино — деревня в Чагодощенском районе Вологодской области.
Входит в состав Избоищского сельского поселения, с точки зрения административно-территориального деления — в Избоищский сельсовет.
Расстояние по автодороге до районного центра Чагоды — 23 км, до центра муниципального образования деревни Избоищи — 1 км. Ближайшие населённые пункты — Избоищи, Трухино, Фрязино, Шолохово.
По переписи 2002 года население — 8 человек.